# 長沢美月
長沢 美月（ながさわ みづき、1991年2月12日 - ）は、日本のタレント、モデルである。ホリプロ系列のモデルエージェンシー「ブース」所属。旧芸名は美月（みづき ※苗字なし）。

## 経歴・人物
埼玉県狭山市出身。中学校時代よりモデルとして活動を始める。東京女子体育大学体育学部体育学科出身で、大学時代は創作ダンスを専攻していた。このため、ダンスとY字バランスを特技としている。またピラティスのインストラクター資格を取得している。
2013年4月6日より、初のテレビ番組のレギュラーとなるTBS『7つの海を楽しもう!世界さまぁ〜リゾート』にて、A級情報担当アシスタントとして2年半にわたり出演。
2013年5月15日、SANYOイメージガール6代目ミスマリンちゃんに就任。
2017年9月25日、芸名を「長沢美月」に改名したことを自身のSNSサイトで報告。
2017年10月7日から2021年3月27日まで日本テレビ『ズームイン!!サタデー』に出演。
ミス・ユニバース埼玉2018の候補者でもある。

## 主な活動

### テレビ
- 7つの海を楽しもう!世界さまぁ〜リゾート（2013年4月6日 - 2015年10月3日、TBS） - レギュラーアシスタント、A級情報担当
- 夢☆海物語（2013年7月 - 、中京テレビ）
- マリンの海物語!〜ドリームプロジェクトM〜（2013年11月5日 - 2014年10月28日、BS-TBS）
- ズームイン!!サタデー（2017年10月7日 - 2021年3月27日、日本テレビ）

### CF
- アサヒ
- 日経電子版

### 雑誌
- FYTTE

### スチール
- コロンビアスポーツウエアジャパン
- 玉川髙島屋写真館

### SHOW
- KENZO
- BONMAX
- 東急百貨店
- タカラトミー「ジェニーコレクション」
- イタリア貿易振興会「Workshop Filati Toscana」
- TONI & GUY ヘアショー

### 書籍
- 「服のシワの描き方 マスターブック」スポーツ・ホビー編　ナツメ社
- 「DVD 毎日続けられる やさしいストレッチ」西東社　ISBN 479162193X

### Web
- 東宝調布スポーツパーク
- Nikon
- TBSテレビ「7つの海を楽しもう!世界さまぁ〜リゾート」スピンオフ動画（2013年5月）
- 東京湾納涼船（2017年）[7][リンク切れ]